# ديفيد مونريال أفيلا
ديفيد مونريال أفيلا (بالإسبانية: David Monreal Ávila)‏ هو سياسي مكسيكي، ولد في 22 مارس 1966 في المكسيك. حزبياً، نشط في Labor Party (Mexico) ‏. وقد انتخب عضو مجلس الشيوخ من المكسيك.